# Boyeria
Boyeria là một chi chuồn chuồn ngô thuộc họ Aeshnidae, tiếng Anh thường gọi là Spotted Darners. Chúng có ở khu vực ôn đới của Bắc Mỹ và lục địa Á-Âu.
Tên gọi Boyeria để vinh danh nhà côn trùng học người Pháp Etienne Laurent Joseph Hippolyte Boyer de Fonscolombe
Chi có các loài sau:
- Boyeria cretensis Peters, 1991 – Cretan Spectre[4]
- Boyeria grafiana Williamson, 1907 – Ocellated Darner[5]
- Boyeria irene (Fonscolombe, 1838) – Western Spectre[6]
- Boyeria karubei Yokoi, 2002
- Boyeria maclachlani Selys, 1883
- Boyeria sinensis Asahina, 1978
- Boyeria vinosa (Say, 1840) – Fawn Darner[5]

## Hình ảnh

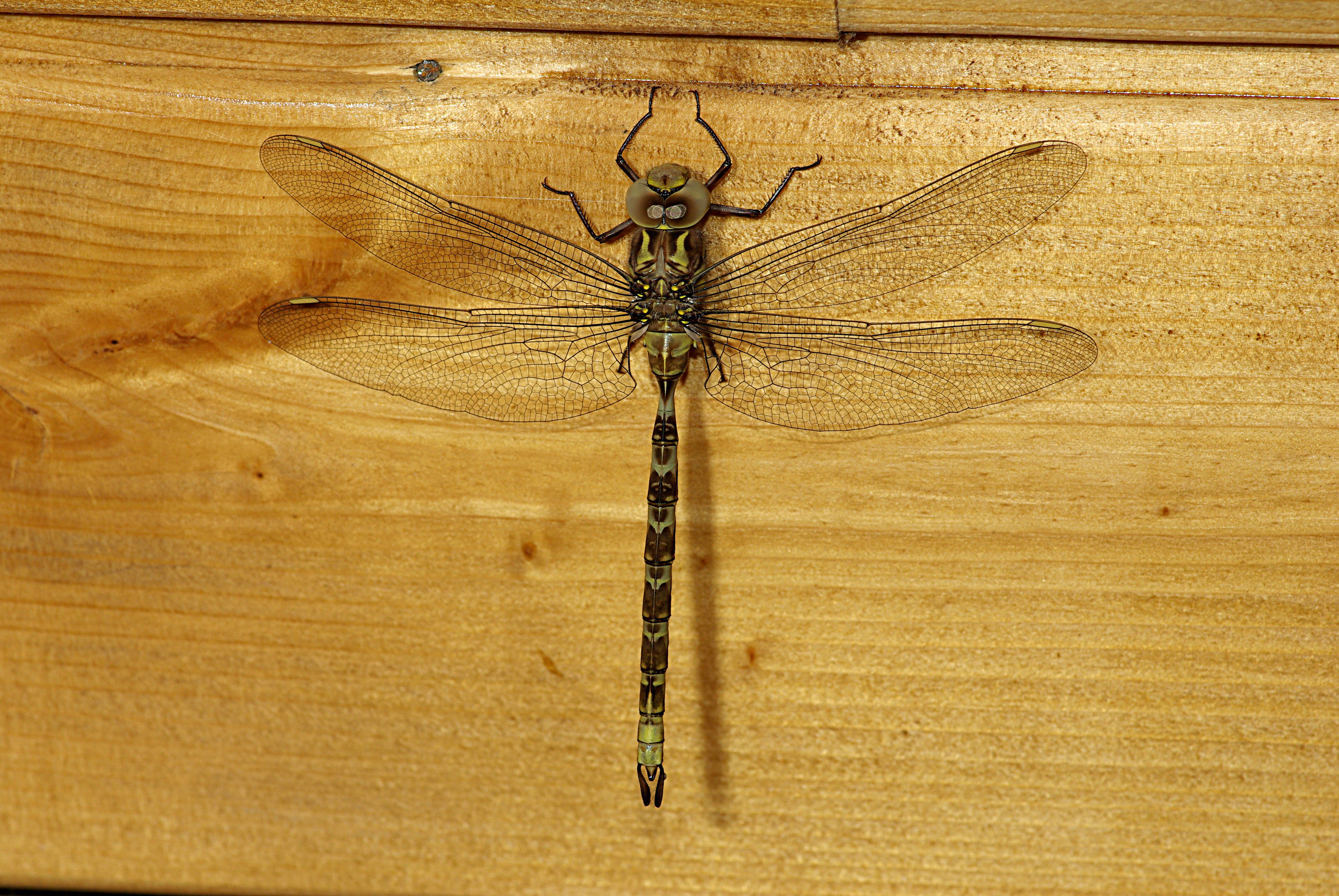